# کارمند بازرگانی
کارمند بازرگانی (در فرانسوی: Employé de commerce) از مشاغل حوزه موسسات تجاری است و مجموعه‌ای از وظایف را گرد هم می‌آورد که گاهی بسیار متنوع هستند و حول فعالیت‌های تجاری متمرکز هستند.

## تعریف
کارمند بازرگانی، کارمندی است که کارهای مربوط به اداره امور تجارتی سازمان را انجام می‌دهد:فروش و ارتباط با مشتریان، مکاتبات تجاری، حسابداری، پرونده‌ها، مدیریت دفاتر و پست، صورتحساب و غیره.
بسته به اندازه سازمان و نوع تجارت آن، وظایف کارمند بازرگانی ممکن است به میزان قابل توجهی متفاوت باشد. به عنوان مثال، ممکن است در یک واحد خاص مانند حسابداری، منابع انسانی یا ارتباط با مشتری کار کنند. در هر صورت، این حرفه عمدتاً در یک دفتر تجاری و اداری و در مقابل صفحه رایانه انجام می‌شود.
پس از چند سال کسب تجربه، کارمندان بازرگانی می‌توانند در یک زمینه خاصی متخصص شده باشند: بیمه، بانک، مشاوره امور مالی، بازاریابی، منابع انسانی، مدیریت فروش و محصول، گردشگری و غیره و با توجه به سطح انگیزه و توانایی خود برای رهبری یک تیم، پست‌های مسئولیتی را اشغال کنند.
کارمندان بازرگانی ممکن است بسته به بخش انتخابی (بانکداری، بیمه، حمل و نقل، شرکت‌های حقوقی، اداری و غیره) و دانش آنها در مورد زبان‌های خارجی، در مواجهه با اولین شغل با حوزه‌های متفاوتی مواجه شوند.

## برخی از وظایف کلی
- پیگیری و هماهنگی ارسال سفارش با انبارها، شعب و مشتریان
- برقراری ارتباط با مشتری برای پیگیری وضعیت محصولات ارائه شده
- پیگیری تسویه حساب مشتریان و هماهنگی با واحدهای مربوطه سازمان
- ثبت فاکتورهای خرید و فروش
- تامین منابع، جستجوی تامین کنندگان جدید و خرید تجهیزات مورد نیاز سازمان

## در سوئیس
در سوئیس، کارمندان بازرگانی امور مکاتبات تجاری (توزیع، نوشتن، ارسال)، حسابداری (ورود ورودی‌ها، تأیید پرداخت‌ها)، سفارش‌ها (پذیرایی، صورتحساب)، استقبال و پذیرش مشتریان و مدیریت دبیرخانه را انجام می‌دهند.
آموزش کارمندان بازرگانی از طریق آموزش حرفه‌ای اولیه ۳ یا ۴ ساله در حالت دوگانه (در دانشکده و شرکت) یا در یک دانشکده بازرگانی تمام وقت انجام می‌شود.